# L'Angle éco
L'Angle éco est un magazine présenté par François Lenglet et diffusé de 27 octobre 2014 au 8 août 2018, un jeudi par mois, sur France 2. Il propose une mise en perspective de grandes questions d'économie.

## Concept
Ce magazine a pour sujet l'économie dans notre société. Chaque émission présente un thème particulier. Le magazine a pour but d'apporter « de la pédagogie, et pas d’idéologie, sur les grandes questions économiques qui font débat pendant les repas de famille, et sur lesquelles tout le monde a une opinion », selon la chaîne.
Fin août 2018, François Lenglet quitte France Télévisions pour rejoindre le groupe TF1 et le magazine s'arrête.

## Liste des émissions

### Saison 1 (2014-2015)
| N° | Date de diffusion | Date de rediffusion | Thème                                        | Audience moyenne                 | Audience moyenne             | Réf.  |
| N° | Date de diffusion | Date de rediffusion | Thème                                        | Téléspectateurs                  | PDM                          | Réf.  |
| -- | ----------------- | ------------------- | -------------------------------------------- | -------------------------------- | ---------------------------- | ----- |
| 1  | 27 octobre 2014   | 7 décembre 2015     | Vers un retour des frontières ?              | 871 000 (700 000 en rediffusion) | 8,9 % (8,5 % en rediffusion) | ,     |
| 2  | 8 décembre 2014   |                     | La France travaille-t-elle assez ?           | 920 000                          | 9,3 %                        | [ 7 ] |
| 3  | 16 février 2015   | 20 octobre 2015     | Liberté, inégalité, fraternité               | 1 036 000                        | 9,1 %                        | [ 8 ] |
| 4  | 20 avril 2015     |                     | Le grand bazar fiscal                        |                                  |                              | [ 9 ] |
| 5  | 8 juin 2015       | 26 mai 2016         | Les robots vont-ils nous voler nos boulots ? | 485 000 (635 000 en rediffusion) | 4,8 % (7,9 % en rediffusion) | ,     |

Légende :
- Les plus hauts chiffres d'audience
- Les plus bas chiffres d'audience

### Saison 2 (2015-2016)
| N° | Date de diffusion | Date de rediffusion | Thème                           | Audience moyenne                 | Audience moyenne             | Réf.   |
| N° | Date de diffusion | Date de rediffusion | Thème                           | Téléspectateurs                  | PDM                          | Réf.   |
| -- | ----------------- | ------------------- | ------------------------------- | -------------------------------- | ---------------------------- | ------ |
| 1  | 5 octobre 2015    | 24 novembre 2016    | Reprise ou "re-crise" ?         | 827 000                          | 9,3 %                        | ,      |
| 2  | 9 novembre 2015   |                     | Cet immobilier qui nous ruine   | 784 000                          | 8,7 %                        | [ 14 ] |
| 3  | 21 janvier 2016   | 25 mai 2017         | Dieu, la valeur qui monte       | 725 000                          | 8,6 %                        | [ 15 ] |
| 4  | 24 mars 2016      | 26 janvier 2017     | France : la fabrique à chômeurs | 649 000 (552 000 en rediffusion) | 7,9 % (8,4 % en rediffusion) | ,      |
| 5  | 31 mai 2016       |                     | La guerre des âges              | 2 145 000                        | 11,7 %                       | ,      |

Légende :
- Les plus hauts chiffres d'audience
- Les plus bas chiffres d'audience

### Saison 3 (2016-2017)
| N° | Date de diffusion | Date de rediffusion | Thème                                                   | Audience moyenne | Audience moyenne | Réf.   |
| N° | Date de diffusion | Date de rediffusion | Thème                                                   | Téléspectateurs  | PDM              | Réf.   |
| -- | ----------------- | ------------------- | ------------------------------------------------------- | ---------------- | ---------------- | ------ |
| 1  | 27 octobre 2016   |                     | Le travail, c'est fini !                                | 835 000          | 10,2 %           | [ 20 ] |
| 2  | 30 mars 2017      |                     | Faut-il fermer les frontières pour sauver nos emplois ? | 1 906 000        | 9,4 %            | ,      |
| 3  | 15 juin 2017      |                     | Cet argent qui nous gouverne                            | 1 600 000        | 7,3 %            | ,      |

Légende :
- Les plus hauts chiffres d'audience
- Les plus bas chiffres d'audience

### Saison 4 (2017-2018)
| N° | Diffusion       | Diffusion | Thème                                                   | Audience moyenne | Audience moyenne | Réf.   |
| N° | Date            | Heure     | Thème                                                   | Téléspectateurs  | PDM              | Réf.   |
| -- | --------------- | --------- | ------------------------------------------------------- | ---------------- | ---------------- | ------ |
| 1  | 26 octobre 2017 | 23 h 05   | Au secours, les caisses sont vides !                    | 927 000          | 9,6 %            | ,      |
| 2  | 11 janvier 2018 | 23 h      | Mondialisation, péril dans notre assiette               | 1 121 000        | 10,8 %           | [ 27 ] |
| 3  | 1er mars 2018   | 20 h 55   | Économie, une affaire de sexe                           | 1 165 000        | 4,9 %            | ,      |
| 4  | 31 mai 2018     | 22 h 40   | L'or des vacances, le tourisme de masse est-il rentable |                  |                  |        |
| 5  | 8 août 2018     | 22 h 55   | Les riches sont-ils utiles à l'économie ?               |                  |                  | [ 30 ] |

Légende :
- Les plus hauts chiffres d'audience
- Les plus bas chiffres d'audience

## Accueil
Le magazine a tout de suite reçu un bon accueil. Le magazine initialement programmée en seconde partie de soirée, est suivi en moyenne par 760 000 téléspectateurs. À la suite des bonnes audiences de l'émission, elle est reprogrammée avec trois émissions en seconde partie de soirée et deux en prime-time par saison, à partir de mai 2016. Pour son premier prime, elle est suivie par 2 145 000 téléspectateurs.